# Gruppe Neun
Gruppe Neun ist ein gemeinnütziger Kunst- und Kulturverein in Overath, der 2013 von Christoph Felder gegründet wurde. Mitglieder sind bildende Künstler, Fotografen, Filmemacher, Schriftsteller, Schauspieler und Musiker. Ein Schwerpunkt der Künstlergruppe ist die Kunst- und Kulturförderung im Bergischen Land. Der Verein ist auch überregional tätig und kooperiert international (zum Beispiel mit der russischen Pianistin Elena Ostrovskaya).

## Ausstellungen
2017 wurde die Veranstaltungsreihe „BergischKunst“ ins Leben gerufen. „Kunst ist Ausdruck kultureller Identität und gesellschaftlicher Relevanz“, so formuliert die Gruppe Neun ihren künstlerischen Ansatz und organisiert Ausstellungen, beispielsweise im Rathaus Overath (Realitäten, Winterquartett, Herbstquartett), Remscheid, Solingen oder in Bergisch Gladbach (Besondere Orte ins Licht rücken im Kreishaus).
Die Künstler veranstalten Musik- und Filmvorführungen (Mit einem Flügel kann man nicht fliegen), aber auch interdisziplinäre Kunstaktionen an eher ungewöhnlichen Orten: auf dem Friedhof (Kürten), einer Seilbahn (Schloss Burg) oder in einem Kaufhaus (Bergisch macht). 2019 wurde erstmals ein Kunstpreis verliehen.